# Ryōgoku
Ryōgoku (両国) est un quartier de Sumida-ku, entouré des quartiers  Yokoami, Midori, Chitose, Higashi Nihonbashi et Yanagibashi des arrondissements spéciaux de Sumida, Chūō et Taitō.

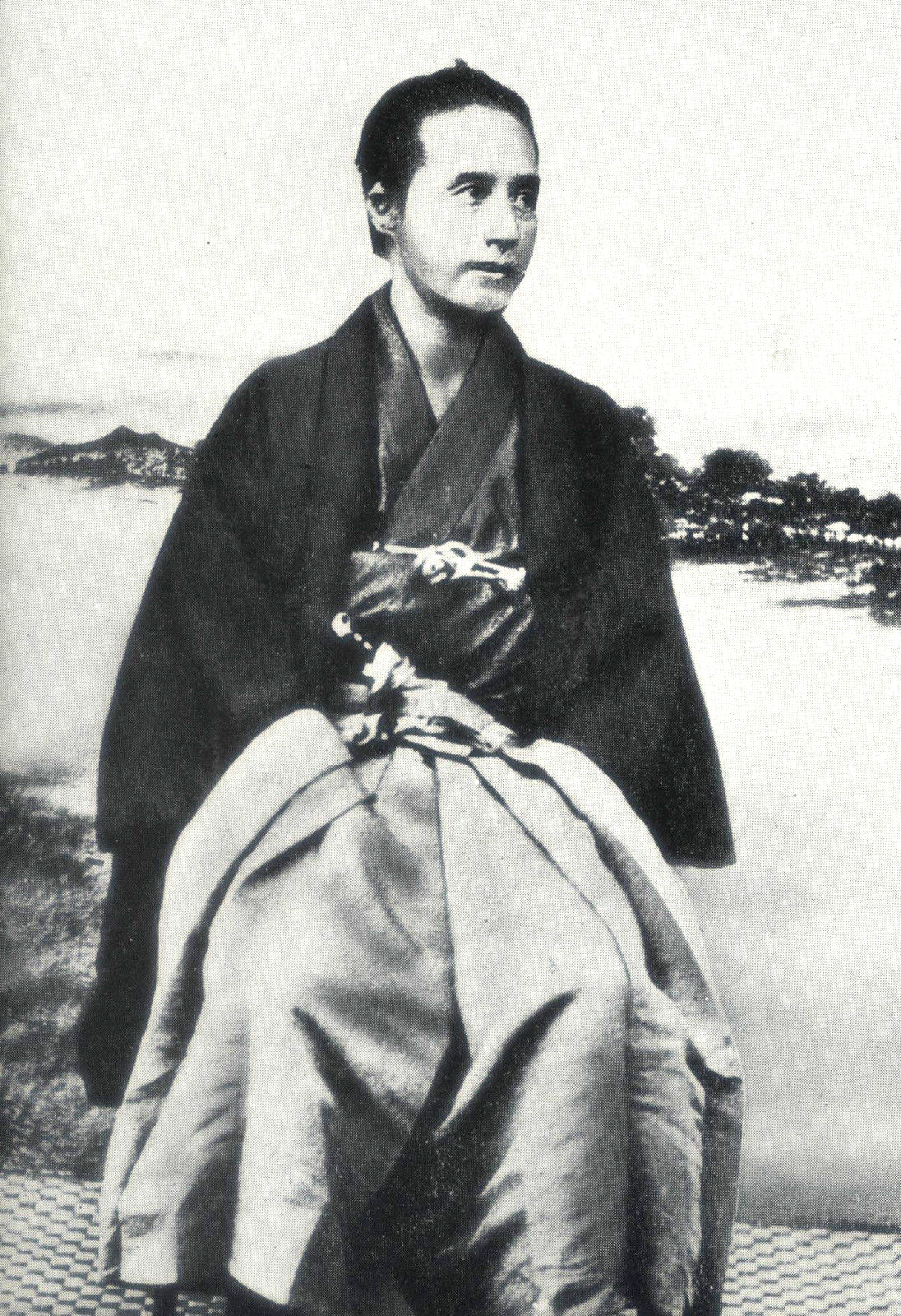
Katsu Kaishū, né à Ryōgoku

En 1659 est construit le pont de Ryōgoku sur la Sumida-gawa, juste en amont de sa confluence avec la Kanda-gawa. Son nom, qui signifie « deux provinces », vient de ce qu'il relie Edo (prédécesseur de Tokyo dans la province de Musashi) et la province de Shimōsa. Le voisinage tient son nom de ce nom.
Les 47 rōnin vengent la mort de leur maître Asano Naganori en investissant la maison de son ennemi Kira Yoshinaka en 1703. Une partie de la demeure a été préservée dans un jardin public de Ryōgoku.
La gare de Ryōgoku inaugurée en 1904 apporte le transport ferroviaire dans cette zone.
Ce quartier est considéré comme le cœur du sumo professionnel. La plupart des équipes (ou heya) y sont installées. La première arène Ryōgoku Kokugikan pour sumo y est bâtie en 1909. L'actuel stade date de 1985 dans le quartier Yokoami au nord de Ryōgoku. Trois des  six tournois professionnels officiels annuels de sumo s'y déroulent.

## Personnalités nées à Ryōgoku
Katsu Kaishū y est né en 1823. Le romancier Ryūnosuke Akutagawa est élevé dans le voisinage. Kyosen Ōhashi,  personnalité de télévision et ancien membre de la chambre des conseillers est aussi né dans le quartier.
Le musée d'Edo-Tokyo se trouve à Ryōgoku.

## Référence
- (en) Cet article est partiellement ou en totalité issu de l’article de Wikipédia en anglais intitulé « Ryōgoku » (voir la liste des auteurs).